# ランウェイ24
『ランウェイ24』（ランウェイにじゅうよん）は、2019年7月7日から9月22日まで朝日放送テレビ（ABCテレビ）制作により「ドラマL」で放送されたテレビドラマ。また、テレビ朝日をはじめとする一部系列局でも放送されていた。主演は朝比奈彩。航空会社「Peach」全面協力のもと、パイロットとしてだけではなく、ローコストならではのサービスの向上やコストマネジメントに奮闘しながら、運航にまつわる様々なトラブルにも立ち向かう社員たちの姿を描く。

## 登場人物
井上桃子（いのうえ ももこ）〈26〉
演 - 朝比奈彩（幼少期：川田秋妃）
航空会社「Peach」勤務の副操縦士。
海野大介（うみの だいすけ）
演 - 犬飼貴丈
桃子の恋人。和菓子職人を目指している。
香月徹也（かつき てつや）
演 - 白石隼也
「Peach」に中途採用で入社した副操縦士、後に機長昇格試験をパスし機長になる
山村一郎（やまむら いちろう）
演 - ko-dai
「Peach」勤務の客室乗務員。
浅野あかり（あさの あかり）
演 - 傳谷英里香
「Peach」勤務の客室乗務員。
斎藤菜々子
演 - 蜂谷晏海
「Peach」勤務の客室乗務員。
島崎翔一
演 - 猪野学
「Peach」勤務のディスパッチャー。
新開浩平（しんかい こうへい）
演 - 長谷川朝晴
「Peach」勤務の操縦士。
淀川勝（よどがわ）
演 - 小倉久寛
「Peach」のCEO

## 劇中登場する航空機
- エアバスA320

## スタッフ
- 脚本 - 奥山雄太、奥村徹也、保木本真也
- チーフプロデューサー - 飯田新（朝日放送テレビ）
- プロデューサー - 近藤真広（朝日放送テレビ）、大畑拓也（朝日放送テレビ）、清家優輝（ファインエンターテイメント）
- 企画協力 - 三田晃生（朝日放送テレビ）、浅見健介（Peach Aviation）、射手矢和晃（Peach Aviation）
- 監督 - 松本花奈、西原孝至、遠藤健一
- ビューティーディレクター - ビューティ★佐口
- 主題歌 - 杏沙子「ファーストフライト」（Victor）[4]
- エンディングテーマ - 番匠谷紗衣 「自分だけの空」（Virgin Music）[5]
- 特別協力 - Peach Aviation
- 制作協力 - ファインエンターテイメント
- 制作著作 - 朝日放送テレビ

## 放送日程
※ 放送日は制作局・朝日放送テレビ基準。
| 話数        | 放送日  | サブタイトル                                     | ラテ欄                                     | 脚本       | 監督     |
| ----------- | ------- | ------------------------------------------------ | ------------------------------------------ | ---------- | -------- |
| Flight.1    | 7月07日 | 朝比奈彩&犬飼貴丈&白石隼也… 注目の航空業界ドラマ | 注目関西空港LCCドラマ 朝比奈彩がパイロット | 奥山雄太   | 松本花奈 |
| Flight.2    | 7月14日 | 朝比奈彩&犬飼貴丈&白石隼也… フライト緊急事態     | 急患! 嵐の関空に着陸せよ                   | 保木本真也 | 松本花奈 |
| Flight.3    | 7月28日 | 少女行方不明で空港大捜索!? 謎の外国人の正体は?   | 消えた少女を捜せ!? 関西空港大パニック      | 奥山雄太   | 西原孝至 |
| Flight.4    | 8月12日 | 航空雑誌記者が知る徹也の過去! 衝撃の事実発覚!    | パワハラ上司に暴力事件!? 衝撃の真相        | 奥村徹也   | 遠藤健一 |
| Flight.5    | 8月19日 | 涙のラストフライト!? グレートキャプテンの決心!   | 涙のラストフライト… 恩師の決心!!           | 奥村徹也   | 西原孝至 |
| Flight.6    | 8月25日 | 彼氏の実家を初訪問! 空への夢か…彼との結婚か…     | 空への夢か…彼との結婚か… 人生の選択        | 保木本真也 | 西原孝至 |
| Flight.7    | 9月01日 | 桃子が徹也に恋!? CA暴走で緊迫のコックピット!!    | CAが暴走! コックピットで愛の告白!?         | 保木本真也 | 遠藤健一 |
| Flight.8    | 9月08日 | 台湾で緊急事態発生!! 桃子&大介…それぞれの選択    | 台湾で急接近!? 桃子&徹也…人生の選択        | 奥村徹也   | 松本花奈 |
| Flight.9    | 9月15日 | パイロット辞めます!? 桃子、大介、それぞれの決断  | 積雪で大パニック… どうする!? 桃子          | 奥山雄太   | 松本花奈 |
| Last Flight | 9月22日 | 最終回! 最大の危機!? 関空に着陸できるのか?       | 最大の危機… 嵐の関空に着陸せよ!!           | 奥山雄太   | 松本花奈 |

- 7月14日、朝日放送テレビでの第2話放送に合わせ、LINE LIVEとインスタライブにて3名で生配信が行われた。
- 7月21日は『第148回全英オープンゴルフ・最終日』中継（テレビ朝日制作・23:00 - 翌2:55）のため、休止。
- 8月4日は『第43回全英女子オープンゴルフ・最終日』中継（テレビ朝日制作・23:10 - 翌2:55）のため、休止。
- 第4話・第5話は、23:10 - 23:40に『熱闘甲子園』（朝日放送テレビ・テレビ朝日共同制作）を放送することによる特別編成のため、30分繰り下げて月曜放送となった[注釈 3]。

### チェインストーリー
各回におけるテレビ朝日での本放送終了直後（地上波放送の終了時刻が繰り下がる場合にはその時刻）からGYAO!限定で配信開始。

サブタイトル
- 1.5話 「桃子のファーストフライト」
- 2.5話 「飛行機と筋肉は一緒!?」
- 3.5話 「パイロットになりたい!」
- 4.5話 「優しさはインナーマッスル」
- 5.5話 「決意のバーベル」
- 6.5話 「消せない写真」
- 7.5話 「謝れ!」
- 8.5話 「台湾の笑顔」
- 9.5話 「頑張れ! 桃子」

キャスト
- 犬飼貴丈（ - 6.5話）
- 朝比奈彩（ - 4.5話、6.5話、8.5話）
- 白石隼也（7.5話、8.5話）
- ko-dai（7.5話、9.5話）
- 傳谷英里香（7.5話、9.5話）

## インターネット配信
| 配信元               | 配信期間     | 備考           |
| -------------------- | ------------ | -------------- |
| Amazonプライムビデオ | 放送済分全話 | 有料見放題配信 |
| dTV                  | 放送済分全話 | 有料見放題配信 |
| Hulu                 | 放送済分全話 | 有料見放題配信 |
| U-NEXT               | 放送済分全話 | 有料見放題配信 |

| 朝日放送テレビ・テレビ朝日 ドラマL                        | 朝日放送テレビ・テレビ朝日 ドラマL      | 朝日放送テレビ・テレビ朝日 ドラマL         |
| 前番組                                                    | 番組名                                  | 次番組                                     |
| --------------------------------------------------------- | --------------------------------------- | ------------------------------------------ |
| 神ちゅーんず 〜鳴らせ!DTM女子〜 （2019年4月7日 - 6月9日） | ランウェイ24 （2019年7月7日 - 9月22日） | Re:フォロワー （2019年10月6日 - 12月15日） |